# Helmut Zilk

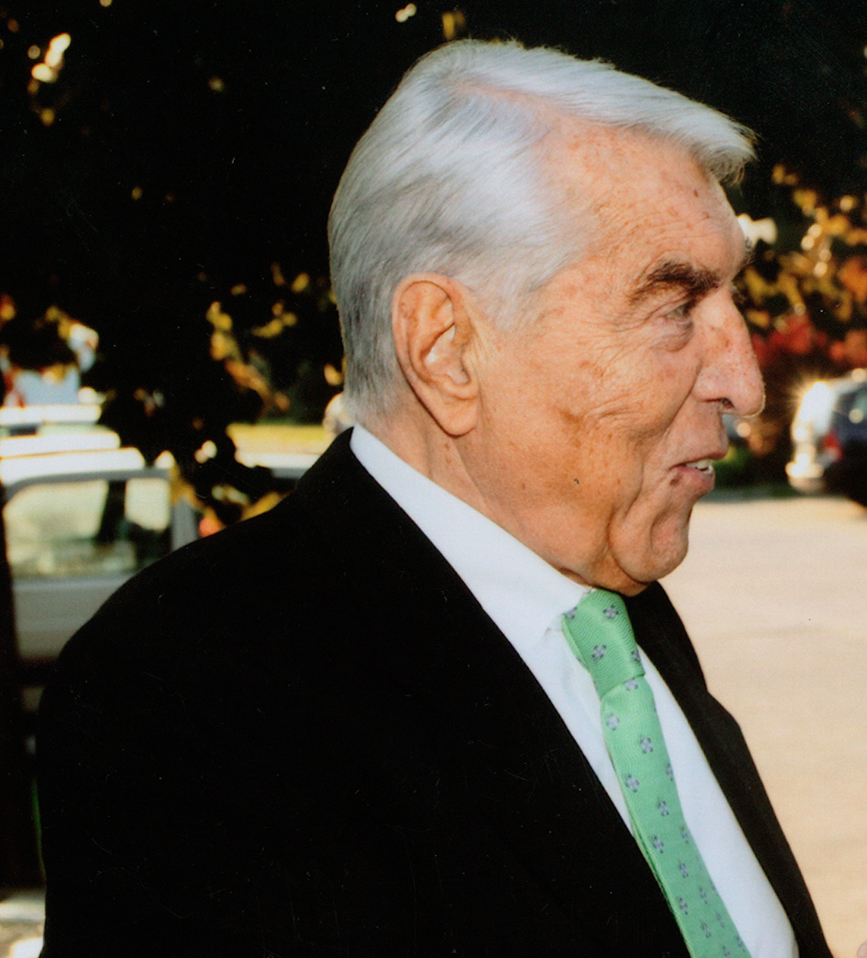
Helmut Zilk (Juli 2008)

Helmut Zilk (* 9. Juni 1927 in Wien; † 24. Oktober 2008 ebenda) war ein österreichischer Journalist und Politiker (SPÖ). Er war von Mai 1983 bis September 1984 österreichischer Unterrichtsminister und von September 1984 bis November 1994 Bürgermeister von Wien.

## Leben

### Kindheit und Jugend
Helmut Zilk wurde als Sohn eines böhmischen Zeitungsangestellten im 10. Wiener Gemeindebezirk Favoriten geboren. Zum liberalen Vater hatte er ein sehr gutes Verhältnis. Dieser wandte sich früh gegen den Nationalsozialismus. Er verbot seinem Sohn, bei den Werbern der Waffen-SS zu unterschreiben. Zilk unterschrieb als Einziger seiner Klasse nicht. Am Ende des Krieges wurde er Mitglied der KPÖ-nahen „Freien Österreichischen Jugend“ und war vom 10. April 1945 an Mitglied der KPÖ, verließ diese allerdings bereits wieder 1946.
In einer Anthologie von 1995 schildert Zilk unter dem Titel Zufällig in Wien geboren seine Erinnerungen an Kindheit und Jugend.

### Lehrer, Journalist, Fernsehstar
In der Nachkriegszeit arbeitete er als „Schulhelfer“ im 2. Bezirk. 1951 wurde er promoviert, im Jahr 1955 legte er die Lehramtsprüfung für Pädagogik ab und unterrichtete in der Lehrerbildungsanstalt Hegelgasse. Zuerst nebenbei, dann hauptberuflich arbeitete er ab diesem Jahr für den ORF. Ende der 1950er bis Anfang der 1960er Jahre gestaltete er die Fernsehsendung Was könnte ich werden? mit, die Schüler darüber informierte, welche Berufe sie nach der Pflichtschule erlernen konnten, und dabei jeweils Berufsbilder einer ganzen Sparte darstellte. Ab 1962 moderierte Zilk die live übertragenen Stadtgespräche, von denen eine gemeinsame Livesendung mit dem tschechoslowakischen Fernsehen 1964 besonderes Aufsehen erregte. Infolge seiner starken Bildschirmpräsenz und seiner Schlagfertigkeit in Livesendungen war Zilk seit damals in Österreich sehr bekannt.
1964 wurde aufgrund einer Initiative parteiunabhängiger Zeitungsherausgeber unter Führung von Hugo Portisch das Rundfunkvolksbegehren durchgeführt, das allerdings zunächst parlamentarisch erfolglos blieb. Im Juli 1966 beschloss aber die frisch gewählte ÖVP-Alleinregierung unter Josef Klaus die mit 1. Jänner 1967 in Kraft getretene Rundfunkreform.
Gerd Bacher, der neue Generalintendant des ORF, machte den undoktrinären Sozialdemokraten Zilk 1967 zum Fernsehdirektor des ORF. In dieser Funktion begründete Zilk das Schulfernsehen, die Sendungen In eigener Sache und Auslandsecho und das 2. Fernsehprogramm. Die über die Grenzen Österreichs hinausgehende Ausstrahlungswirkung des österreichischen Fernsehens wurde von den Sendungen der unter Bacher und Zilk aufgebauten Osteuroparedaktion des ORF genutzt, führte allerdings zu gelegentlichen Protesten kommunistischer Regierungen.
Der machtbewusste und als rechtsbürgerlich geltende Gerd Bacher wurde 1974 von der SPÖ-Regierung Kreisky abgesetzt, und der als Bacher-Mann geltende Zilk wechselte im selben Jahr zur Wiener Kronen Zeitung, wo er bis 1979 die Funktion des sogenannten Ombudsmanns bekleidete, der Kritik und Beschwerden der Leser an die Verantwortlichen weiterleitete und den Sachverhalt pointiert kommentierte. 1978 war Zilk Bruno Kreiskys Wunschkandidat für den Posten des ORF-Generalintendanten, gewählt wurde jedoch (wahrscheinlich aufgrund des entscheidenden Votums der ORF-Betriebsräte) zur allgemeinen Überraschung noch einmal Gerd Bacher.
Seit Juli 1978 war Zilk in dritter Ehe mit der Sängerin Dagmar Koller verheiratet. Aus seiner zweiten Ehe hatte er einen Sohn.

### Politiker
Am 14. Februar 1979 holte ihn SPÖ-Bürgermeister Leopold Gratz als Stadtrat für Kultur und Bürgerdienst ins Wiener Rathaus (siehe Landesregierung und Stadtsenat Gratz III), als der er bis 27. Mai 1983 amtierte; ein Zeichen der Öffnung der Wiener Sozialdemokratie, das die Mehrheit sichern helfen sollte. Aufgrund seiner langjährigen Tätigkeit in den Medien hatte Zilk als Politiker von Anfang an mehr Medienaufmerksamkeit als die meisten anderen Mandatsträger.
Als die SPÖ bei der Nationalratswahl 1983 die absolute Mehrheit verlor und eine neue Bundesregierung aus SPÖ und FPÖ gebildet wurde, folgte er Fred Sinowatz, der Bundeskanzler wurde, als Bundesminister für Unterricht und Kunst nach. Eine historische bedeutsame Handlung setzte Zilk in dieser Funktion, als er für Gymnasien das Fach Informatik als Pflichtgegenstand einführte; damit war Österreich eines der ersten Länder Europas. Sehr wirkungsmächtig wurde auch Zilks Entscheidung, Claus Peymann als neuen Burgtheaterdirektor in Wien zu berufen; dieser trat sein Amt 1986 an.
Nach zehn Jahren zeigte sich Bürgermeister Gratz amtsmüde. Am 10. September 1984 ließ sich Zilk auf Vorschlag Gratz’ zum Bürgermeister der Stadt Wien und damit auch zum Landeshauptmann des Bundeslandes Wien wählen (siehe Landesregierung und Stadtsenat Zilk I).
„Der Doktor Zilk“ war nun in Wien allgegenwärtig – mit gewichtiger Stimme und spektakulären Entscheidungen. Von der Verbannung der Autos vom Rathausplatz über den Einbau von Filtern in Wiens Müllverbrennungsanlagen, den Bau des Schulschiffes, das Film Festival auf dem Wiener Rathausplatz, den „Adventzauber“ und den „Silvesterpfad“ bis zur Volksbefragung über die für 1995 geplante gemeinsame Weltausstellung Wien/Budapest, die vom Volk abgelehnt wurde.
1988 hatte Zilk mit der Wiener Stadtregierung in einem Schreiben an das bayrische Ministerium für Landesentwicklung und Umweltfragen Einwendung gegen die Errichtung und den Betrieb der Wiederaufarbeitungsanlage Wackersdorf erhoben.
Bei der Landtags- und Gemeinderatswahl in Wien 1987 konnte die SPÖ ihre absolute Mehrheit verteidigen (siehe Zilk II). 1988 entschied Zilk nach längeren Diskussionen persönlich den Aufstellungsort des 1983 von der Stadt bei Alfred Hrdlicka in Auftrag gegebenen Mahnmals gegen Krieg und Faschismus, das noch im selben Jahr (vorerst provisorisch, feierliche Fertigstellung 1991) auf dem Albertinaplatz errichtet wurde.
Zilk kümmerte sich aber auch um so genannte „Kleinigkeiten“: Selbst im 1. Bezirk wohnhaft, streifte er oft zu Fuß durch die Innere Stadt, neben sich einen Assistenten, der die Aufträge des Bürgermeisters sofort notierte. Dienststellen, die mit seinem Arbeitstempo nicht mitkamen, mussten damit rechnen, mit seiner Billigung in den Medien kritisiert zu werden. Infolgedessen schrieb man Zilk große Durchschlagskraft zu.
Zilks Spezifikum als Politiker war, dass er sich von „reiner Parteipolitik“ meist möglichst fernhielt. Im Unterschied zu den meisten seiner sozialdemokratischen Vorgänger fungierte er nicht als Wiener SPÖ-Vorsitzender, sondern überließ dies seinem als Parteipolitiker groß gewordenen Vizebürgermeister und Finanzstadtrat Hans Mayr. Auch rhetorisch wirkte Zilk ganz anders als die gewohnten Parteifunktionäre.
Bei der Landtags- und Gemeinderatswahl in Wien 1991 verlor die SPÖ kräftig, konnte aber ihre Mandatsmehrheit knapp halten (siehe Zilk III).
Am 7. November 1994 schied Zilk aus dem Amt des Bürgermeisters aus, sein Nachfolger wurde Michael Häupl; gleichzeitig trat auch Zilks Vizebürgermeister Hans Mayr zurück. Zilk übernahm neuerlich die Ombudsmannfunktion bei der Kronen Zeitung.
2003 wurde Zilk von der Regierung Schüssel zum Leiter einer Reformkommission der Bundesregierung zu Fragen der zukünftigen Organisation des Bundesheeres bestellt.
Ein wichtiger Aspekt seiner Tätigkeit ist Zilks Beziehung zu Israel und dem jüdischen Volk. Ihm ist das Jüdische Museum in Wien zu verdanken, er führte das Herzl-Symposion durch und war mit Teddy Kollek, dem aus Wien stammenden Bürgermeister Jerusalems, eng befreundet. Für Zilk, der niemals in der Nähe des NS-Regimes war und die Nazis hasste, war es eine „Bringschuld“. Er wusste, wie tief Wien und die jüdischen Bürger vor dem Holocaust verbunden waren und was Wien den jüdischen Bürgern zu verdanken hatte. So war er auch der Initiator des Mahnmals auf dem Judenplatz in Wien.
Auch nach seinem Rückzug als Bürgermeister blieb Zilk in den österreichischen Medien stets präsent. Er war bekannt dafür, kein Blatt vor den Mund zu nehmen, und pflegte seine etwas polternde Art. Im Blickfeld der Öffentlichkeit blieb Zilk bis zuletzt als Moderator der aus dem Wiener Ringturm ausgestrahlten ORF-Talkshow Lebens-Künstler.
Zilk war aktiver Freimaurer. Er gehörte der Wiener Loge „Libertas“ an.

### Briefbombenattentat
Am 5. Dezember 1993 wurde Zilk bei einem Briefbombenattentat des rechtsextremistischen Terroristen Franz Fuchs schwer verletzt und verlor dabei zwei Finger seiner linken Hand. Diese war seither in der Greiffunktion stark eingeschränkt und meist in einer Hülle verborgen.

### Erkrankung und Tod

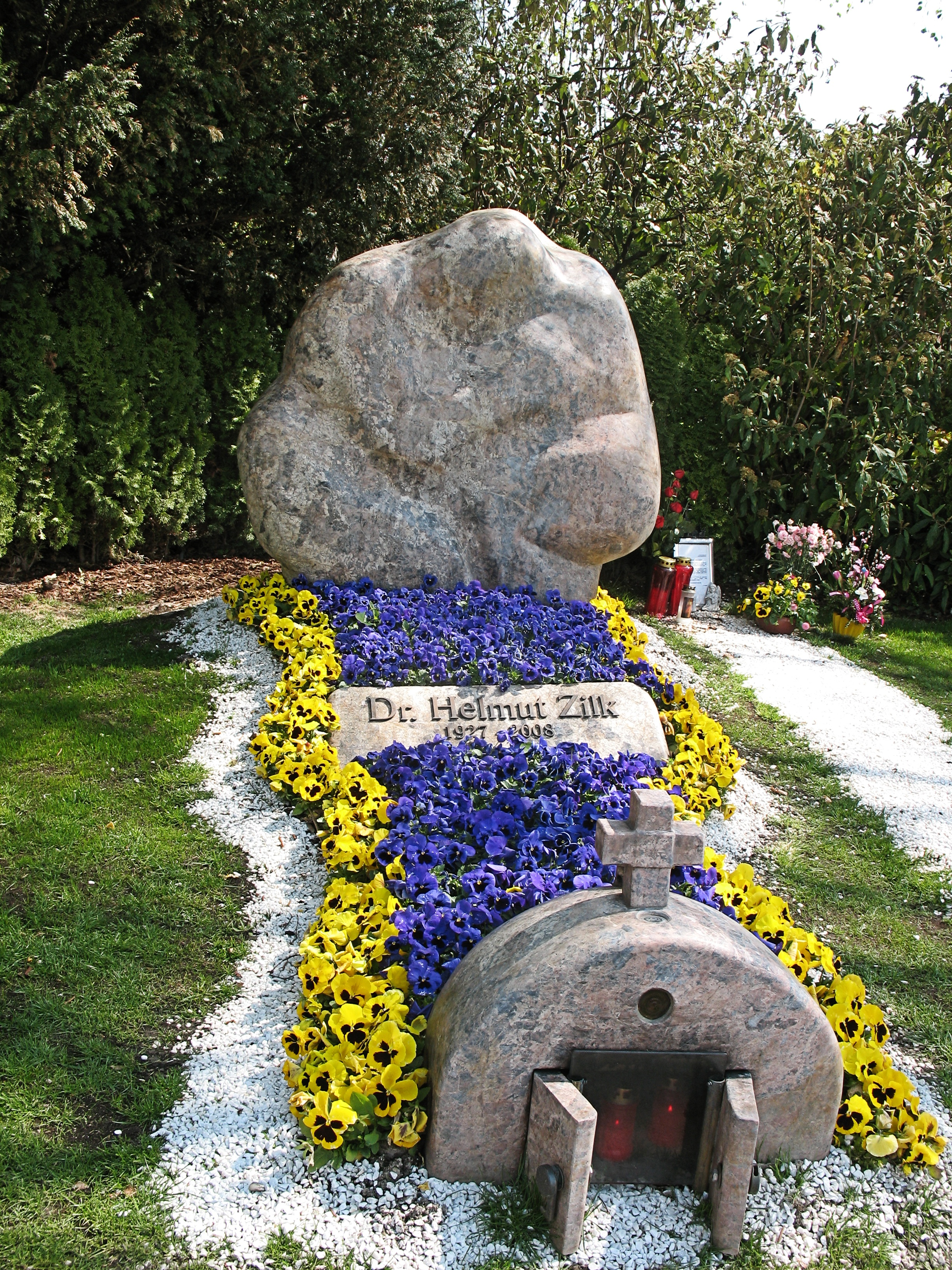
Helmut Zilks Ehrengrab auf dem Wiener Zentralfriedhof

Am 14. Februar 2006 bekam Zilk im Wiener Wilhelminenspital nach Auftreten von Herzrhythmusstörungen einen Herzschrittmacher implantiert. Weiters war er Dialyse-Patient. Zilk starb am 24. Oktober 2008 im Wilhelminenspital im Zuge der Behandlung einer in seinem Urlaubsdomizil in Portugal entstandenen Infektion am Bein an Herzversagen.
Am 8. November 2008 wurde sein Sarg nach einer Trauersitzung für geladene Gäste im Wiener Rathaus und dem öffentlichen Requiem im Stephansdom in einem Ehrengrab auf dem Zentralfriedhof (Gruppe 32 C, Nummer 54 A) katholisch bestattet.
Václav Havel entschuldigte sich, wie Der Spiegel berichtete, nach Zilks Tod dafür, dass er ihm eine hohe Staatsauszeichnung vorenthalten habe. „‚Vielleicht haben wir ihm auch manchmal aus Unkenntnis Unrecht getan‘, er habe jetzt mehr Informationen als früher, sprach, etwas sibyllinisch, der Dichterpräsident.“
Am 24. Juni 2009 wurde der Grabstein von Helmut Zilk von Dompfarrer Toni Faber gesegnet. Das aus drei Teilen bestehende Grabmal wurde vom Bildhauer Hans Muhr aus Waldviertler Granit geschaffen, den Grabstein ließ Dagmar Koller nach einem Musterstein fertigen, der zwei ineinander verschlungene Figuren zeigt.

## Vermutungen der Agententätigkeit Zilks
Um die Mitte der 1960er Jahre, in der Zeit des beginnenden Prager Frühlings, bot die Aufweichung des spätstalinistischen Regimes in Prag dem Westen eine Chance im Kalten Krieg. In dieser Phase begannen 1965 Zilks Kontakte zum tschechischen Geheimdienst StB unter dem Decknamen „Holec“. Zilk engagierte sich allerdings gleichzeitig massiv im Sinne des Westens für die Reformbestrebungen in Prag (etwa durch eine Ende September 1964 durchgeführte Prager Live-Sendung seiner TV-Stadtgespräche).
Bis 1968 kam es nach den bekannt gegebenen tschechischen Akten zu knapp 60 Treffen, bei denen er gegen Bezahlung politische Informationen aus der österreichischen Innenpolitik weitergab und dafür rund 70.000 Schilling und einen Kristalllüster – samt eingebautem Abhörmikrofon – erhielt. Geldbeträge quittierte er nach diesen Unterlagen mit „Johann Maiz“. Nach der Flucht des tschechischen Spions Ladislav Bittman 1968, der mit Zilk in Verbindung gestanden war, endete diese Tätigkeit. In den tschechischen Akten wird Bittman mit den Worten zitiert, dass er Zilk einmal 5000 Schilling, später sogar 15.000 Schilling zugesteckt habe. Bittman selbst bestreitet diese Geschichte insgesamt.
Die österreichische Staatspolizei hatte von diesen Vorgängen seit spätestens 1969 Kenntnis. Zilks Karriere im eindeutig prowestlich orientierten ORF tat dies allerdings keinen Abbruch; Jiří Šťastný, Journalist bei der tschechischen Tageszeitung Mladá fronta Dnes, zeigte sich deshalb in seinem Aufdeckungsartikel überzeugt, dass Zilk auch Kontakte zur US-amerikanischen CIA unterhalten habe. Šťastný gab an, dafür auch bestimmte Quellen zu haben, die er jedoch nicht nennen wollte. Zilk habe „somit wohl eher die Tschechen getäuscht“.
Nachforschungen im Archiv des Innenministeriums brachten zutage, dass der Inhalt des Aktes Zilk 1990 ausgehoben worden war. Zumindest ein Teil des Aktes konnte im Archiv der Republik, einer Abteilung des Staatsarchivs, auf Mikrofilm wiedergefunden werden. In Zilks Stapo-Akt aus dem Jahr 1968 wird Zilk als Informator bezeichnet, was keine konkrete Agententätigkeit beinhalten muss.
„Zilk wurde durch uns primär im Auftrag des tschechischen Staatssicherheitsdienstes bearbeitet. Zilk gehörte zu jenen Personen, die in der höchsten Wertigkeit, in der Bearbeitungskategorie 2, also in einem Zeitraum von 24 Stunden bearbeitet wurden. Das heißt, er hat ein Telefongespräch geführt und innerhalb von 24 Stunden war das dann auf dem Schreibtisch der beauftragenden Diensteinheit, in diesem Fall des tschechischen Dienstes“, so die Aussage von Markus Wolf, Leiter der Auslandsaufklärung der Staatssicherheit der DDR, der 1998 in eine ORF-Sendung zur Verteidigung Zilks eingeladen wurde und später auch in Zilks Sendung Lebens-Künstler auftrat.
2016 wurden die Vorwürfe bezüglich der angeblichen Spionagetätigkeit von Regisseur Franz Novotny im Spielfilm Deckname Holec verarbeitet.

## Familie
Helmut Zilk hat einen einzigen Sohn: Thomas Zilk, geboren 1958 oder 1959, dieser lebt in Südafrika.

## Ehrungen
1991 erhielt Zilk den Anton-Bruckner-Ring. Die Republik Österreich ehrte Zilk mit dem Großen Goldenen Ehrenzeichen am Bande Verdienste um die Republik Österreich und die Bundesrepublik Deutschland mit dem Großen Bundesverdienstkreuz mit Stern. Papst Johannes Paul II. verlieh ihm am 21. Juni 2001 das Großkreuz des Ordens des heiligen Gregor des Großen. Im Jahr 2006 verlieh ihm die Jerusalem Foundation den Teddy Kollek Award. 2010 wurde ihm posthum der kroatische Fürst-Branimir-Orden verliehen.

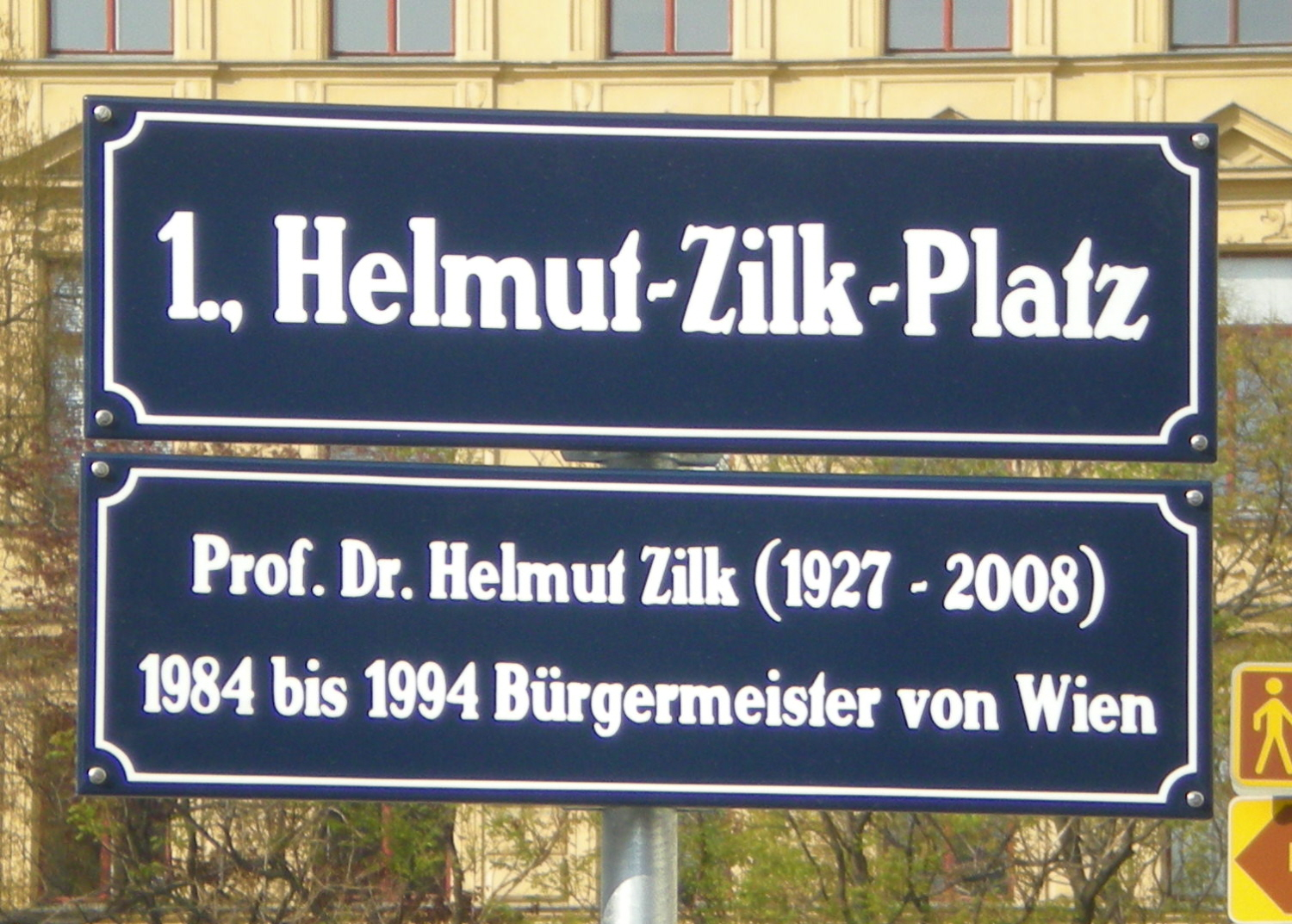
Helmut-Zilk-Platz – Straßentafel

Im Rahmen der Verleihung der Goldenen Kamera 1966 erhielt er Anfang 1967 die Goldene Kamera für die Sendereihe Auslandsecho, 1994 wurde er mit dem Kulturpreis Europa und der Ehrenbürgerschaft der Stadt Prag sowie 1995 mit der Ehrenbürgerschaft der Stadt Wien ausgezeichnet. Außerdem war er Träger des Theodor-Körner-Preises und Ehrendoktor der Tokai-Universität in Tokio.
Im Oktober 2009 wurde der Platz vor der Albertina im 1. Wiener Gemeindebezirk Helmut-Zilk-Platz benannt. Auf dem Platz steht das „Mahnmal gegen Krieg und Faschismus“ von Alfred Hrdlicka, für das und für dessen Errichtung auf diesem Platz sich Zilk in den 1980ern auch gegen Widerstand einsetzte und die Entscheidung persönlich verantwortete.
Im Sonnwendviertel südlich des neuen Wiener Hauptbahnhofs im 10. Bezirk wurde der große Park im Zentrum des Viertels 2011 nach Helmut Zilk benannt. Der Spatenstich erfolgte 2014, im Juli 2016 war der Park großteils fertiggestellt.

## Memoiren
Kurz vor seinem 80. Geburtstag schrieb Zilk gemeinsam mit der österreichischen Journalistin Conny Bischofberger seine Memoiren Meine drei Leben. Die Erinnerungen, die 2007 erschienen.

## Trivia
- Im Musikvideo zu The Sound of Musik von Falco ist Zilk, zu diesem Zeitpunkt Wiener Bürgermeister, in einer kleinen Nebenrolle (Minute 3′13″) zu sehen.[26]